# Nino Costa

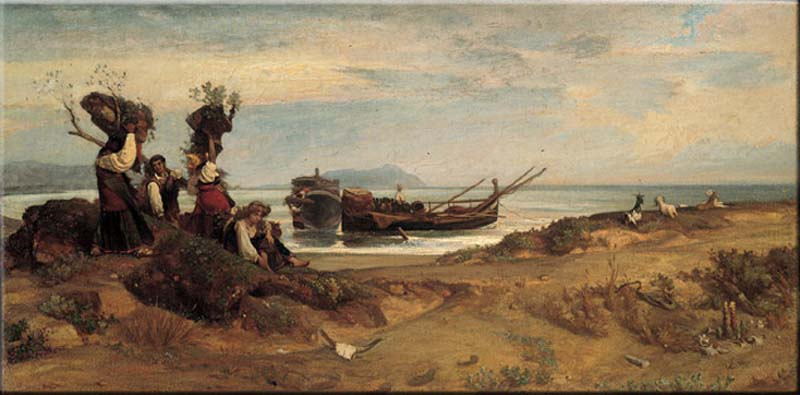
Mujeres embarcando leña en el puerto de Anzio (1852), Galleria Nazionale d'Arte Moderna e Contemporanea, Roma

Giovanni Costa, más conocido como Nino Costa (Roma, 15 de octubre de 1826–Marina di Pisa, 31 de enero de 1903) fue un pintor italiano, adscrito al grupo de los macchiaioli. 

## Biografía
Nacido en Roma, estudió en la Academia de Bellas Artes de esa ciudad. En sus inicios artísticos recibió la influencia del pintor neoclásico Vincenzo Camuccini, así como del paisajismo naturalista, y se dedicó a pintar la campiña romana en compañía de otros artistas, entre ellos Camille Corot.
En 1849, perseguido por la policía pontificia por su filiación garibaldiana, tras el fracaso de la República Romana, se estableció en Ariccia por diez años. Aquí trabó amistad con los pintores ingleses Frederic Leighton y George Mason.
En 1859 se instaló en Florencia, donde se sumó al grupo pictórico de los macchiaioli (en italiano «manchistas» o «manchadores»), surgido en Florencia en 1855 y activo aproximadamente hasta 1870. En su génesis se encontraba el rechazo a la pintura académica y al panorama artístico de la Italia de su época, frente al que defendían una nueva técnica basada en las manchas de color, que según ellos creaban unas «impresiones» espontáneas e inmediatas de la realidad visual. Es por ello que numerosos historiadores los califican de «protoimpresionistas», aunque su estilo enfatiza más la solidez de las formas frente a los efectos lumínicos de los antecesores del impresionismo, al tiempo que su obra tiene un contenido más literario. Costa era un gran conocedor del paisajismo naturalista que se producía en el continente desde 1830, por lo que su adscripción al grupo influyó en buena medida a los macchiaioli, especialmente a Giovanni Fattori.
En 1861 participó en la Exposición Nacional de Florencia y, poco después, viajó a París y Londres. Antes de volver a su país, se estableció un tiempo en la colonia de artistas de Marlotte, cerca de Fontainebleau. En 1863, de vuelta a Florencia, pasó varias estancias pintando en Bocca d'Arno con Fattori y Vincenzo Cabianca. Al año siguiente luchó de nuevo con Garibaldi en Mentana. En 1870 consiguió una plaza de profesor en la Academia de Bellas Artes de Florencia. Ese mismo año entró en Roma con las tropas italianas y fue nombrado concejal y miembro del comité organizador de los Museos Capitolinos.
En los años 1870 se acercó al purismo de influencia prerrafaelita, y aglutinó en torno a sí a la llamada Escuela etrusca.
En los años 1880 pasó largas estancias en Marina di Pisa, y expuso su obra tanto en Italia como en el extranjero. En los últimos años de su vida se acercó al neorrenacentismo (Leda y el cisne, 1900).